# Mutilator
Mutilator var et thrash metal-band dannet i Belo Horizonte, Brasilien i 1985 under navnet Desaster, som de dog ændrede til Mutilator i 1986, da vokalist Sílvio SDN blev optaget. Mutilator anses for at være et af de mest repræsentative bands i den brasilianske metalscene i 1980'erne og 1990'erne. Bandet udgav kun to lp'er, men disse anses som virkelige milepæle blandt alle der lytter til metal. I 1989 gik Mutilator i opløsning.

## Biografi
Bandet blev dannet i 1995 under navnet Desaster, som de ændrede året efter til Mutilator, da vokalist Sílvio SDN kom med i gruppen. Samme år indspillede de deres første demo Bloodstorm, som sørgede for, nogle af deres numre kom med på opsamlingsalbummet Warfare Noise I, hvor andre fremtrædende brasilianske grupper som Chakal, Sarcófago og Holocausto også havde bidraget. Opsamlingsalbummet blev en vigtig brik i promoveringen af den brasilianske heavy metal scene i delstaten Minas Gerais, som allerede havde opfostret grupper som Sepultura og Overdose.
I 1987 forlod Sílvio SDN bandet, hvorefter de udgav deres debutalbum Immortal Force, hvis musikalske stil fremviste en døds/thrash metal-lyd stærkt inspireret af Slayer, Possessed og Bathory. I 1988 indspillede Mutialtor deres andet album Into the Strange, hvis stil lænede sig længere mod thrash metal.

## Medlemmer

### Sidst kendte opstilling
- Alexander "Magoo" – Vokal (1988-1989), guitar (1985-1989)
- Kleber – bas, bagvokal (1988-1989), guitar (1985-1987), vokal (1987)
- C.M. – Guitar, bagvokal (1988-1989)
- Armando Sampaio – Trommer (1988-1989)

### Tidligere melemmer
Vokal
- Marcelo (1985-1986)
- Sílvio SDN (1986)

Bas
- Ricardo Neves (1985-1987)

Trommer
- Rodrigo Neves (1985-1987)

## Diskografi

### Demoer
- 1986: Bloodstorm
- 1986: Grave Desecration

### Studiealbum
- 1987: Immortal Force
- 1988: Into the Strange

### Andet
- 1986: Warfare Noise I (Delealbum)

## Fodnoter
1. 1 2 3 4 5  "Cogumelo Records: Mutilator biografi". Cogumelo Records. Arkiveret fra originalen 2. januar 2013. Hentet 2010-06-20.
2. ↑  "Mutilator". Encyclopaedia Metallum. Hentet 2010-06-20.